# Golden Door
Golden Door (Originaltitel: Nuovomondo) ist ein italienischer Film, der 2006 unter der Regie von Emanuele Crialese gedreht wurde. Er handelt von einer sizilianischen Bauernfamilie, die zu Beginn des 20. Jahrhunderts in die Vereinigten Staaten auswandert.

## Handlung
Die Bauernfamilie Mancuso bewirtschaftet seit Generationen ein karges Stück Land auf Sizilien. Unterbrochen wird die Eintönigkeit nur durch Ansichtskarten entfernter Verwandter, die bereits in die Vereinigten Staaten ausgewandert sind. In dem Witwer Salvatore Mancusa wächst die Vorstellung von einem Land, in dem Milch und Honig fließen und riesengroße Früchte gedeihen. Mit der Hoffnung auf ein besseres Leben beschließt er, zusammen mit seinen Söhnen Angelo und Pietro und seiner Mutter Donna Fortunata ebenfalls in die „neue Welt“ auszuwandern.
Die Familie, die nie zuvor ihr Heimatdorf verlassen hat, verbringt vier beschwerliche Wochen an Bord eines Schiffes zusammengepfercht mit vielen unbekannten Menschen auf engstem Raum. Hier lernt Salvatore die junge Engländerin Lucy kennen, in die er sich verliebt. Sie erwidert seine Liebe nicht, heiratet ihn aber nach der Ankunft, da sie ohne Trauschein keine Chance hat, in die USA einzuwandern.
Endlich erreichen sie Ellis Island, eine kleine Insel vor New York. Hier werden alle Ankömmlinge untersucht und überprüft. Doch nicht allen wird die Einreise gestattet. Donna Fortunata scheint geistesverwirrt und Pietro wird für stumm gehalten. Beiden droht die Rückkehr nach Sizilien und Salvatore blickt einer ungewissen Zukunft entgegen.

## Hintergrund
Hintergrund des Films ist die italienische Auswanderungswelle zur Wende vom 19. zum 20. Jahrhundert in die USA. Zwischen 1870 und dem Ersten Weltkrieg wanderten 5 Millionen Süditaliener, meist Arbeiter und Bauern nach Amerika aus. Nach einer beschwerlichen Ozeanüberquerung war Ellis Island für alle Immigranten die erste Station. Mittels verschiedener Untersuchungen und Tests entschied die Einreisebehörde der Stadt New York, wer einreisen durfte. So wurden z. B. Kranke oder Analphabeten wieder in ihre alte Heimat zurückgeschickt.

## Kritiken
„Crialese ist ein Meister der Abstraktion, wie er virtuos von der Geschichte zum Mythos schwenkt, vom Tausendsten zum Einzelnen kommt, vom großen Ganzen ins Kleine, zum singulären Traum vom Glück. In seinen gelungensten Passagen erzählt sein Film von dieser Reise als wunderlicher Metamorphose: Von alter Zeit zur Moderne, von blutigen Füßen zum Automobil, vom Wind in den Bergen zum Lärm der Städte, vom Patriarchat zur Begegnung mit selbstbewussten Frauen.“

„Beinahe dokumentarisch schildert Emanuele Crialese … die Vorgänge im Hafen und auf dem Schiff. Wie ein Ethnologe, dem alle Details wichtig sind, rekonstruiert er das Treiben der Scharlatane, die den Auswanderern Wundersäfte und Sondervisa verkaufen wollen, die beklemmende Enge bei der Überfahrt… Crialese aber dramatisiert nicht, er entfaltet eine doppelte, paradoxe Bewegung: Äußerlich ist das Geschehen auf Amerika gerichtet, aber die innere Bewegung geht zurück und will in die magische, mythische Vorstellungswelt der Auswanderer eindringen.“

## Auszeichnungen
2006 wurde der Film mit sechs Preisen auf den Internationalen Filmfestspielen von Venedig und 2007 mit drei David di Donatellos in den Kategorien Bestes Kostümbild, Bestes Produktionsdesign und Beste visuelle Effekte ausgezeichnet.